# Riodina pelta
Riodina pelta är en fjärilsart som beskrevs av William Schaus 1902. Riodina pelta ingår i släktet Riodina och familjen Riodinidae. Inga underarter finns listade.